# Dirk Bogarde
Derek Jules Gaspard Ulric Niven van den Bogaerde, conegut com a Dirk Bogarde (Londres, 28 de març de 1921-ibídem, 8 de maig de 1999), va ser un actor i escriptor britànic.

## Biografia
Va néixer en West Hampstead (Londres), d'ascendència neerlandesa i escocesa. El seu pare, Ulric van den Bogaerde (nascut a Perry Barr, Birmingham), era l'editor artístic de The Times i la seva mare, Margaret Niven, era actriu. Es va unir a l'exèrcit i va participar en la segona guerra mundial, assolint el rang de capità. Va participar en batalles a Europa i el Pacífic, principalment com a oficial d'intel·ligència. L'abril del 1945 va ser un dels primers oficials aliats a arribar al camp de concentració de Bergen-Belsen a Alemanya, una experiència que el va marcar bastant i de la que no en va poder parlar durant diverses dècades. El seu horror i repulsió cap a la crueltat que va veure s Belsen van ajudar a crear una espècie d'hostilitat cap a Alemanya. En els anys 90 va escriure que baixaria d'un ascensor abans que estar en un al costat d'un alemany. Irònicament, tres dels seus papers més importants serien interpretant a un alemany (un d'ells, un oficial de les SS).

### Carrera
Després de la guerra, l'elegància de Bogarde li va permetre començar una carrera com actor, sent contractat per la Rank Organisation.
En 1950 va aconseguir un cert reconeixement després del seu paper com el criminal Tom Riley, qui va disparar al policia George Dixon en The Blue Lamp; però va ser la comèdia Doctor in the House (1954), produïda per Betty Box, dirigida per Ralph Thomas i coprotagonitzada per Kenneth More, Donald Sinden i James Robertson Justice, la que va fer de Bogarde una estrella.
Durant els anys cinquanta, va interpretar a un assassí que es fa amic d'un jove en Hunted (1952, també coneguda com The Stranger in Between); un aviador que, en contra de les ordres, s'uneix a un gran atac contra dels alemanys a Appointment in London (1953); el paper d'un sergent atrapat en una llanxa amb Michael Redgrave a The Sea Shall Not Have Them (1954) i, a The Sleeping Tiger (1954), acompanyat de l'actriu Alexis Smith.
La primera pel·lícula de Bogarde al costat del director Joseph Losey, Un metge a la Marina (1955), coprotagonitzada per Brigitte Bardot en un dels seus primers papers cinematogràfics;
Cast a Dark Shadow (1955), com un home que es casa per diners i després assassina a la seva esposa;
The Spanish Gardner (1956), coprotagonitzada per Cyril Cusack i Bernard Lee;
Metge a la vista (1957), un altre treball de la sèrie de doctors, coprotagonitzada per Shirley Eaton;
Una història de dues ciutats (1958), una adaptació del clàssic de Charles Dickens;
The Doctor's Dilemma (1959), per George Bernard Shaw i coprotagonitzada per Leslie Caron i Robert Morley, no és part de la sèrie de doctors; i
Libel (1959), interpretant a dos personatges i coprotagonitzada per Olivia de Havilland.
Bogarde es va convertir ràpidament en un ídol de matiné i es va convertir en el britànic més popular de Hollywood durant els anys cinquanta.
La principal característica de les actuacions de Bogarde era la seva natural desimboltura enfront de les càmeres, no costant-li assumir complicats perfils dels seus personatges, de fet va ser un dels primers actors a interpretar a un bisexual en la pantalla anglesa.
Després de 1960, Bogarde va adoptar treballs més difícils, com el seu personatge en La víctima (1961); Hugo Barrett en The Servant (1963) (dirigida per Joseph Losey); el reporter de televisió Robert Gold en Darling (1965); Stephen, un professor de la Universitat d'Oxford, en Accident (1967); l'empresari alemany Frederick Bruckman en la pel·lícula de Luchino Visconti La caduta degli dei (1969); l'exnazi Max, en la controvertida Il portiere di notte (1974), dirigida por Liliana Cavani, i Gustav von Aschenbach, potser el més conegut dels seus personatges, en Morte a Venezia (1971), també dirigida per Luchino Visconti. Aquestes pel·lícules constitueixen l'"edat d'or" de Bogarde.
Altres pel·lícules de Bogarde durant els anys seixanta i setanta van ser The Angel Wore Red (1960), on va fer d'un sacerdot que s'enamora del personatge de Ava Gardner, qui treballa en un cabaret durant la Guerra Civil Espanyola;
Cançó immortal (1960), on interpreta a Franz Liszt i dirigit per George Cukor; El dimoni, la carn i el perdó (1961), com un bandit mexicà i coprotagonitzada per John Mills com a sacerdot; HMS Defiant (també coneguda com Damn the Defiant!) (1962), on fa el personatge del tinent Scott-Padget al costat de Alec Guinness; I Could Go On Singing (1963), interpretant a David Donne coprotagonitzant amb Judy Garland en el seu últim paper cinematogràfic; The Mind Benders (1963), una pel·lícula sobre experiments en la Universitat d'Oxford (precursora de Altered States (1980)) interpretant al Dr. Henry Longman; Un juny massa càlid (1964), (també coneguda com Agent 8 3/4) (1964), una paròdia de James Bond interpretant a l'agent secret Nicholas Whistler; King And Country (1964), fent el paper del Capità Hargreaves, al costat de Tom Courtenay; Modesty Blaise (1966), pel·lícula d'espies on va fer del archivillano Gabriel; Our Mother's House (1967), on va interpretar a Charlie Hook, pare de set fills, dirigit per Jack Clayton; The Fixer (1968), basada en la novel·la de Bernard Malamud on va fer de Bibikov, coprotagonitzada per Alan Bates; Sebastian (1968), interpretant al professor de la Universitat d'Oxford Mr. Sebastian al costat de John Gielgud, Susannah York i Lilli Palmer; Oh! What A Lovely War (1969), fent el paper de Stephen, coprotagonitzada per John Gielgud i dirigida per Richard Attenborough; Justine (1969), interpretant a Pursewarden i dirigida per George Cukor; Le Serpent (1973), fent el paper de Boyle, coprotagonitzada per Henry Fonda i Yul Brynner; Un pont massa llunyà (1977), en el controvertit paper del General Frederick "Boy" Browning al costat de Sean Connery, i altres estrelles; Providence (1977), interpretant a Claude Langham i coprotagonitzada per John Gielgud; Despair (1978), com Hermann Hermann, i Daddy Nostalgie (1991), fent de Daddy al costat de l'actriu Jane Birkin, en l'última interpretació cinematogràfica de Bogarde.
Mentre estava en l'Organització Rank, Bogarde va ser considerat per a la versió cinematogràfica de Lawrence d'Aràbia, que seria dirigida per Anthony Asquith. El rol de Lawrence finalment va ser lliurat a Peter O'Toole, en una pel·lícula distribuïda per Columbia Pictures en 1962 i dirigida per David Lean. El no poder interpretar a Lawrence d'Aràbia va ser una de les grans decepcions de Bogarde en la indústria del cinema. Bogarde també va ser considerat per al rol en la pel·lícula de MGM Doctor Jivago (1965). Mentre treballava en Darling amb Julie Christie, va rebre la notícia que interpretaria a Lara en Zhivago, però Bogarde no. Alguns anys abans, havia rebutjat el rol de Gaston en Gigi (1958) de MGM. Qualsevol d'aquests tres papers li haurien donat reconeixement internacional, però no va anar així. No obstant això, Bogarde va deixar el seu llegat en un estil diferent de personatges, més controvertits.
Bogarde va ser nominat sis vegades com a millor actor per la Acadèmia Britànica de les Arts Cinematogràfiques i de la Televisió (BAFTA), guanyant dues vegades per The Servant en 1963 i Darling en 1965. A més va rebre el premi a la trajectòria del Cercle de Crítics Cinematogràfics de Londres en 1991.
Entre 1939 i 1991 va fer 63 pel·lícules.

### Anys posteriors i vida privada
En 1977 Bogarde es va dedicar a la seva segona carrera, com a escriptor. Començant amb el seu primer volum A Postillion Struck by Lightning, va escriure una sèrie d'autobiografies, novel·les i crítiques de llibres. Com a escriptor Bogarde va demostrar ser un autor d'estil elegant.
Bogarde mai va contreure matrimoni, i durant la seva vida, es va dir que era homosexual. Durant diversos anys va compartir la seva llar amb el seu representant Anthony "Tony" Forwood (espòs de l'actriu Glynis Johns i pare de l'actor Gareth Forwood), però va negar diverses vegades que la seva relació fos res més que amistat.
Encara que Bogarde ha estat criticat per alguns ja que mai va fer conèixer la seva situació, va protagonitzar la pel·lícula de 1961 Victim on interpretava a un bisexual a Londres que mantenia una relació sentimental amb un jove. Victim és considerada la primera pel·lícula britànica a tractar seriosament el tema de l'homosexualitat. La pel·lícula va ajudar a canviar les lleis que afectaven els homosexuals al Regne Unit, gràcies a les labors de Harold Wilson en 1967.
La relació més seriosa de Bogarde amb una dona va ser amb l'actriu francesa Capucine, amb qui volia casar-se.
En 1984 Bogarde va ser president del jurat del Festival de Cinema de Canes. Això va significar un gran honor per Bogarde, ja que va ser el primer britànic a ocupar aquest lloc.
Els papers de Bogarde el van convertir en un artista de culte. El cantant Morrissey era un dels seus admiradors, i, segons Charlotte Rampling, Bogarde va rebre una oferta el 1990 de Madonna per aparèixer al seu vídeo Justify My Love, citant The Night Porter com a inspiració. Bogarde va rebutjar la seva oferta.
Dirk Bogarde va rebre el títol de cavaller en 1992 a causa dels seus serveis mitjançant l'actuació, i va rebre altres honors de les universitats St. Andrews i Sussex. A causa del seu hàbit de fumar, Bogarde va sofrir un petit infart al novembre de 1987, mentre Tony Forwood estava morint a causa del seu càncer i malaltia de Parkinson.
El setembre del 1996 es va sotmetre a una operació a causa de complicacions arterials, i va sofrir un sever accident cerebrovascular després de la cirurgia. Durant els últims tres anys de la seva vida Bogarde va tenir un costat del seu cos paralitzat, cosa que a més li va afectar la veu.
Tanmateix va aconseguir completar un últim volum autobiogràfic. Abans de morir va passar els seus últims dies al costat de la seva amiga Lauren Bacall. Va morir a Chelsea d'un atac cardíac el 8 de maig de 1999, a l'edat de 78 anys. Les seves cendres van ser escampades a Le Haut Clermont prop de Grassa, a Occitània.

## Filmografia
| Any  | Pel·lícula                                              | Personatge                                           |
| 1939 | Come on George!                                         | Extra                                                |
| 1947 | Dancing with Crime                                      | Policía                                              |
| 1948 | Once a Jolly Swagman                                    | Bill Fox                                             |
| 1948 | Esther Waters                                           | William Latch                                        |
| 1949 | Boys in Brown                                           | Alfie Rawlins                                        |
| 1949 | Quartet                                                 | George Bland (episodi "The Alien Corn")              |
| 1949 | Dear Mr. Prohack                                        | Charles Prohack                                      |
| 1950 | The Woman in Question                                   | R.W. (Bob) Baker                                     |
| 1950 | The Blue Lamp                                           | Tom Riley                                            |
| 1950 | Blackmailed                                             | Stephen Mundy                                        |
| 1950 | So Long at the Fair                                     | George Hathaway                                      |
| 1952 | Appointment in London                                   | Comandant Tim Mason                                  |
| 1952 | Hunted                                                  | Chris Lloyd                                          |
| 1952 | Penny Princess                                          | Tony Craig                                           |
| 1952 | The Gentle Gunman                                       | Matt Sullivan                                        |
| 1953 | They Who Dare                                           | Teniente Graham                                      |
| 1954 | The Sea Shall Not Have Them                             | Sergent de vol MacKay                                |
| 1954 | For Better, for Worse                                   | Tony Howard                                          |
| 1954 | Doctor in the House                                     | Dr. Simon Sparrow                                    |
| 1954 | The Sleeping Tiger                                      | Frank Clemmons                                       |
| 1955 | Simba                                                   | Alan Howard                                          |
| 1955 | Un metge a la Marina (Doctor at Sea)                    | Dr. Simon Sparrow                                    |
| 1956 | The Spanish Gardener                                    | José                                                 |
| 1957 | Cast a Dark Shadow                                      | Edward "Teddy" Bare                                  |
| 1957 | Ill Met by Moonlight                                    | May. Patrick Leigh Fermor o Philedem                 |
| 1957 | Metge a la vista (Doctor at Large)                      | Dr. Simon Sparrow                                    |
| 1957 | Campbell's Kingdom                                      | Bruce Campbell                                       |
| 1958 | Una història de dues ciutats (A Tale of Two Cities)     | Sydney Carton                                        |
| 1958 | The Wind Cannot Read                                    | Tinent de vol Michael Quinn                          |
| 1958 | The Doctor's Dilemma                                    | Louis Dubedat                                        |
| 1959 | Libel                                                   | Sir Mark Sebastian Loddon/Frank Welney/Número Quinze |
| 1960 | Cançó immortal (Song Without End)                       | Franz Liszt                                          |
| 1960 | The Angel Wore Red                                      | Arturo Carrera                                       |
| 1961 | La víctima (Victim)                                     | Melville Farr                                        |
| 1961 | El dimoni, la carn i el perdó (The Singer Not the Song) | Anacleto                                             |
| 1962 | We Joined the Navy                                      | Dr. Simon Sparrow (cameo)                            |
| 1962 | H.M.S. Defiant                                          | 1st Lt. Scott-Padget                                 |
| 1962 | The Password Is Courage                                 | Sergent major Charles Coward                         |
| 1963 | The Mind Benders                                        | Dr. Henry Longman                                    |
| 1963 | I Could Go On Singing                                   | David Donne                                          |
| 1963 | The Servant                                             | Hugo Barrett                                         |
| 1963 | Doctor in Distress                                      | Dr. Simon Sparrow                                    |
| 1964 | King & Country                                          | Capt. Hargreaves                                     |
| 1964 | Un juny massa càlid (Hot Enough for June)               | Nicholas Whistler                                    |
| 1964 | Persecució implacable (The High Bright Sun)             | Maj. McGuire                                         |
| 1965 | Darling                                                 | Robert Gold                                          |
| 1966 | Modesty Blaise                                          | Gabriel                                              |
| 1966 | Blithe Spirit (TV)                                      | Charles Condomine                                    |
| 1967 | Accident                                                | Stephen                                              |
| 1967 | Our Mother's House                                      | Charlie Hook                                         |
| 1968 | Sebastian                                               | Sebastian                                            |
| 1968 | The Fixer                                               | Bibikov                                              |
| 1969 | La caduta degli dei                                     | Frederick Bruckmann                                  |
| 1969 | Oh! What a Lovely War                                   | Stephen                                              |
| 1969 | Justine                                                 | Pursewarden                                          |
| 1970 | Upon This Rock (TV)                                     | Carlos III                                           |
| 1971 | Morte a Venezia                                         | Gustav von Aschenbach                                |
| 1973 | Night Flight from Moscow                                | Philip Boyle                                         |
| 1974 | Il portiere di notte                                    | Maximilian Theo Aldorfer                             |
| 1975 | Llicència per matar (Permission to Kill)                | Alan Curtis                                          |
| 1977 | Un pont massa llunyà (A Bridge Too Far)                 | Frederick Browning                                   |
| 1977 | Providence                                              | Claude Langham                                       |
| 1978 | Desesperació (Despair)                                  | Hermann Hermann                                      |
| 1981 | The Patricia Neal Story (TV)                            | Roald Dahl                                           |
| 1986 | May We Borrow Your Husband? (TV)                        | William Harris                                       |
| 1987 | The Vision                                              | James Marriner                                       |
| 1990 | Daddy Nostalgie                                         | Daddy                                                |

## Altres treballs

### Autobiografies/memòries
- A Postillion Struck by Lightning, 1977
- Snakes and Ladders, 1978
- An Orderly Man, 1983
- Backcloth, 1986
- A Particular Friendship, 1989
- Great Meadow, 1992
- A Short Walk from Harrods, 1993
- Cleared for Take-Off, 1995
- For the Time Being: Collected Journalism, 1998
- Dirk Bogarde: The Complete Autobiography
- Dirk Bogarde: The Complete Career Illustrated con Robert Tanitch

### Novel·les
- A Gentle Occupation, 1980
- Voices in the Garden, 1981
- West of Sunset, 1984
- Jericho, 1991
- A Period of Adjustment, 1994
- Closing Ranks, 1997